# Tarquini
I Tarquini, ovvero i re etruschi di Roma, sono i tre re di Roma di origine etrusca (Tarquinio Prisco, Servio Tullio e Tarquinio il Superbo), ultimi rappresentanti del periodo monarchico. Regnarono, secondo la tradizione, dal 616 al 509 a.C. Non è inverosimile il fatto che, per circa un secolo, Roma sia rimasta sotto il dominio etrusco.
Nel giudizio fornito dall'antica tradizione romana, questo periodo fu caratterizzato da un dispotismo tirannico molto accentuato la cui derivazione, secondo Pietro De Francisci, andrebbe ricercata soprattutto nella natura militare del nuovo potere insediatosi a Roma e che cominciò a intaccare l'antico ordinamento gentilizio.
Qui verranno affrontati i principali aspetti sociali, le prime istituzioni, l'economia del periodo, la prima organizzazione militare, le prime forme di arte, cultura, lo sviluppo urbanistico della città, ecc.

## Accadimenti politici e militari
Tra l'VIII e il VII secolo a.C., Roma era una florida città fluviale, aperta a ogni influenza e a qualsiasi persona volesse stanziarvisi. La maggior parte della popolazione era di origine sabino-latina, come lo erano stati i suoi primi quattro monarchi del periodo. Sul finire di questa prima fase monarchica, proveniente dall'Etruria, in particolare da Tarquinia, un imponente flusso migratorio si indirizzò su Roma, composto da notabili con persone al seguito e semplici privati in cerca di lavoro e fortuna, richiamati dalle crescenti attrattive di un centro sempre più ricco e potente. Fu così che, gradualmente, i gruppi etnici etruschi, già presenti in città e residenti lungo il Vicus Tuscus, presero numericamente il sopravvento, impugnando le redini dell'economia mercantile cittadina, e impadronendosi del potere, imponendo loro re della medesima etnia. Si rimanda, quindi, alla voce età regia di Roma per quanto attiene ai principali accadimenti politici e militari del periodo, ricordando che con la cacciata di Tarquinio il Superbo, nel 509 a.C., ebbe fine l'egemonia di Tarquinia su Roma e l'inizio del periodo repubblicano. La detta cacciata di Tarquinio avviene durante la guerra con Ardea: nasce la Repubblica con i suoi primi consoli.
Cacciato il re etrusco, Roma ha necessità di rendere sicuri i suoi approvvigionamenti, gestiti per lo più da mercanti greci e soprattutto etruschi (l'etrusca Cere e il suo porto Pyrgi rifornivano Roma). Roma cerca quindi l'appoggio dei Cartaginesi – che d'altra parte già operavano a Cere, come dimostrano i ritrovamenti, a Pyrgi, di lamine votive scritte in etrusco e fenicio .
Le lamine di Pyrgi sono tre documenti incisi su lamine d'oro, di notevole interesse storico-linguistico per l'archeologia etrusca e considerate tra le prime fonti scritte in lingue italiche. Attualmente i reperti sono conservati al Museo Nazionale Etrusco di Villa Giulia, a Roma. I testi in due lingue documentano il grado di influenza punica in Etruria - con un Thefarie Velianas imposto agli Etruschi dai Punici all'interno della rete di alleanze antielleniche nel Tirreno - fornendo un contesto storico-linguistico ad altri testi coevi probabilmente bilingue, come il primo trattato tra Romani e Cartaginesi siglato, per la Repubblica romana, dal console Lucio Giunio Bruto nel 509 a.C. e menzionato da Polibio nelle sue Storie (Pol., Hist. 3,22).

## Società
Il secondo periodo regio di Roma vide succedersi tre re di origine etrusca. Questo secondo periodo fu più lineare rispetto al precedente, sotto il quale c'era stata una notevole espansione territoriale e un'alternanza di re, latini e sabini. In aggiunta questo periodo vide lo sviluppo della classe plebea e la loro iniziale introduzione nella struttura politica della città.

### Strumenti e forma di governo

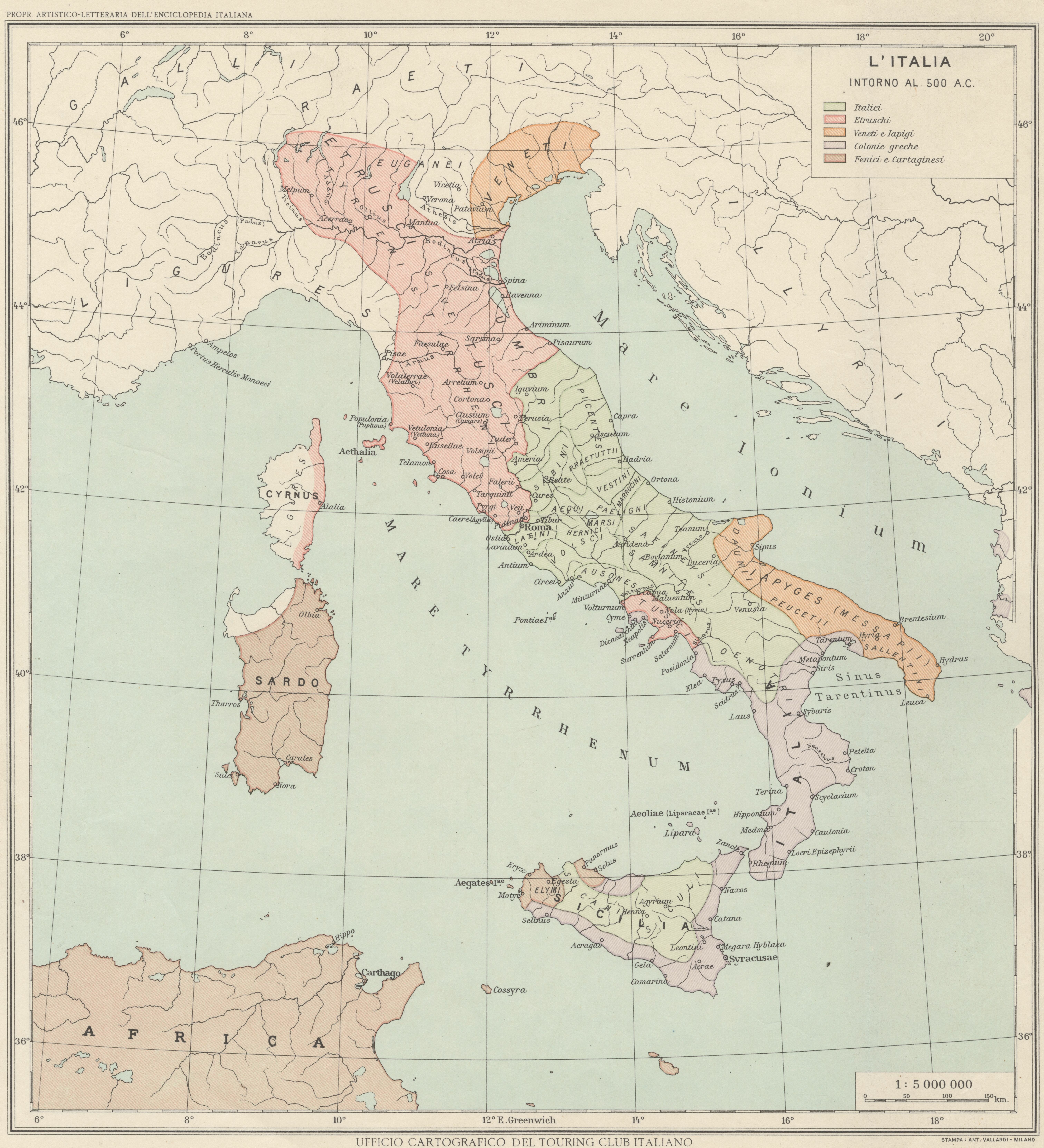
Mappa d'Italia nel 500 a.C.

Questo nuovo periodo vide anche una differente trasmissione di poteri da re a re. Durante il periodo dei cosiddetti "re etruschi", il potere non fu più trasmesso per elezione popolare, bensì per via ereditaria. La monarchia di stampo etrusco, rappresentata dalla dinastia dei Tarquinii, impresse una forte svolta assolutistica, superando la precedente concezione che considerava il rex come primus inter pares (almeno rispetto ai patrizi). In questo secondo periodo il potere del rex risultò sempre più rafforzato, anche se non intervenne comunque in ambito privato. Notiamo alcune notevoli riforme, come l'aumento del numero dei senatori (una ristretta cerchia di aristocratici al servizio del rex), l'istituzione del censo da parte di Servio Tullio, sotto il cui regno si ebbe una forma di monarchia quasi assoluta a cui seguì poi la cacciata dei Tarquini. Tito Livio menziona anche un praefectus urbi al momento della cacciata dell'ultimo re di Roma, Tarquinio il Superbo, il quale convocò i comizi centuriati che poi elessero i primi due consoli: Lucio Giunio Bruto e Lucio Tarquinio Collatino.
Durante il regno dei Tarquini, quando il potere monarchico veniva trasmesso per via ereditaria, il Senato romano divenne, di conseguenza, subordinato allo stesso re, essendo stato abolito l'interregnum tra i due regni (padre e figlio). Ciò provocò, a lungo andare, un forte risentimento nell'ordine senatorio, che si vedeva privato della possibilità di eleggere un nuovo sovrano tra i suoi membri. Questa violazione della sovranità del Senato, trasformatasi in autentica tirannia da parte dei re etruschi, fu probabilmente la causa che portò la classe aristocratica senatoriale (patrizi) a rovesciare l'ultimo re, Tarquinio il Superbo. E forse il re, prima di "cadere", potrebbe aver cercato il sostegno dei plebei, che tuttavia, poiché esausti a causa del loro impiego nell'esercito e nelle costruzioni di opere pubbliche, forse anche amareggiati dalla mancanza di potere politico, preferirono rimanere neutrali, non parteggiando né per il sovrano né per il Senato.
Fu Tarquinio Prisco che, per primo, introdusse usanze tipicamente etrusche, relative alla sua posizione regale, come gli anelli, lo scettro, il paludamentum, la trabea, la sella curule, le faleree, toga pretesta e i fasci littori. Egli fu anche il primo a celebrare un trionfo su un cocchio dorato a quattro cavalli in Roma, vestito con una toga ricamata d'oro e una tunica palmata (con disegni di foglie di palma), vale a dire con tutte le decorazioni e le insegne per cui risplende l'autorità del comando.

### La divisioni in classi sociali
Come vuole la tradizione la vera riforma di questo periodo furono i comitia centuriata, frutto della riforma dell'esercito operata da Servio Tullio, sesto re di Roma, il quale, nel trasformare l'esercito per renderlo più funzionale, trasfuse anche nella vita civile della città la sua riforma, in ossequio all'ideale (già greco) del cittadino-soldato (vedi sotto dettagli, nella parte esercito).

### Popolazioni conquistate e plebei
Si aggiunga che, di là dalla veridicità della leggenda, in seguito a una serie di guerre di conquista di questo secondo periodo regio, Roma dovette capire come porsi nei confronti delle popolazioni appena assoggettate. Spesso gli individui, la cui città era stata conquistata, continuarono ad abitare il loro antico insediamento, mantenendo invariate sia le loro usanze sia la forma di governo cittadino, ma perdendo semplicemente la loro indipendenza, posta ora sotto il dominio di Roma. Altri individui preferirono invece trasferirsi nella stessa Roma. Per acquisire lo status giuridico ed economico di cittadino romano, questi nuovi arrivati erano costretti inizialmente ad adottare un rapporto di sudditanza nei confronti di una famiglia patrizia oppure dello stesso re (anch'egli di origine patrizia). In seguito quegli individui, il cui rapporto dipendeva dal re, che poterono divenire indipendenti da questo impegno, si trasformarono nei primi plebei. E poiché Roma continuava a crescere, aveva bisogno di nuovi soldati per continuare nelle sue conquiste. I non-patrizi appartenevano alla stessa Curia del loro patrono, mentre l'esercito fu organizzato sulla base delle curie, e come tale, questi individui erano obbligati a combattere nell'esercito a fianco dei loro patroni. Tuttavia, quando furono liberati dal loro stato di dipendenza, furono liberati anche dalla loro curia. Quando questo accadde, se da un lato non erano più costretti a servire nell'esercito, perdettero anche la posizione politica ed economica. Per riportare questi nuovi plebei nuovamente dentro le file dell'esercito, i patrizi furono costretti a fare delle concessioni. Uno dei risultati di queste concessioni fu che i plebei acquisirono il diritto di possedere terreni e, quindi, di far parte delle città stessa. Tuttavia, non fu concesso loro alcun potere politico, tanto da determinare un periodo denominato dagli storici moderni come il conflitto degli ordini. La riorganizzazione dell'esercito romano, secondo la leggenda, fu messa in atto dal re Servio Tullio. La nuova organizzazione prevedeva l'abolizione del vecchio sistema, che si basava sulle curiae, sostituendolo con uno che metteva al centro il latifondo e divideva l'armata in centurie. La nuova riorganizzazione doveva poi risultare più efficiente attraverso anche un miglior utilizzo delle tribù.
Le centuriae erano organizzate sulla base delle proprietà di ciascun cittadino romano (patrizi e plebei), che ne poteva diventare membro. La nuova organizzazione centuriata diede quindi vita a una nuova tipologia di assemblea romana, chiamata comitia centuriata, che inizialmente sembra non avesse alcun potere politico o legislativo, bensì solo di tipo militare, per adunanze, arruolamenti, ecc. (vedi paragrafo sotto). Le tre tribù iniziali, furono riorganizzate in quattro nuove "tribù urbane", chiamate Palatina, Suburana, Collina ed Esquilina, mentre il resto del territorio (compresa la città di Roma) in ventisei regiones o pagi. L'appartenenza a una tribù poteva trasmettersi per via ereditaria, e ciò valeva, a differenza di prima (con l'ordinamento per curiae), sia per i patrizi, sia per i plebei. Tutti i cittadini romani erano, quindi, assegnati a una specifica tribù, sia sulla base di dove vivessero, sia riguardo alla loro appartenenza famigliare.

## Religione
Alla casa reale dei Tarquini la leggenda ascrive l'introduzione della grande triade capitolina di Giove, Giunone e Minerva, che occupò il primo posto nella religione romana. Altre aggiunte furono il culto di Diana sull'Aventino e l'introduzione dei libri sibillini, profezie di storia mondiale, che, secondo la leggenda, vennero acquistate da Tarquinio alla fine del VI secolo a.C. dalla Sibilla cumana.
In questa fase primitiva della religione romana è riscontrabile anche la venerazione di numerose divinità femminili, come Diana Nemorensis (la Diana dei boschi, dea italica e quindi straniera, introdotta secondo la tradizione da Servio Tullio come dea lunare) o la Fortuna (portata in città da Servio Tullio, con vari culti entro il pomoerium).

## Diritto
Dal fantomatico Liber Numae, che però non ci è pervenuto, si ispirarono anche i successivi sovrani di Roma creando nuove leges, probabilmente anche nuovi mores, in parte ripresi da quelle di Numa. La tradizione successivamente ci parla anche di altre opere come il commentarius di Servio Tullio e i Libri sibillini che Tarquinio il Superbo ricevette dalla ninfa Sibilla e che conterebbe alcuni riti religiosi, tutti gli atti normativi dell'età regia sono comunque scomparsi per l'incendio che colpì Roma nel 390 a.C. per opera dei Galli di Brenno. Comunque, sia le pratiche tradizionali sia i rituali arcaici gettano le proprie radici nelle consuetudini collettive.
Per effetto della dominazione etrusca, la comunità si organizzò come una polis, difendendosi con un nuovo tipo d'esercito, l’exercitus centuriatus (vedi comizi centuriati), al quale poteva partecipare anche la plebe, dedita alla coltura intensiva e all'attività agricola. Venne, inoltre, collegata l'autorità del rex al supremo comando militare (imperium), diventando egli stesso magister populi.

## Esercito

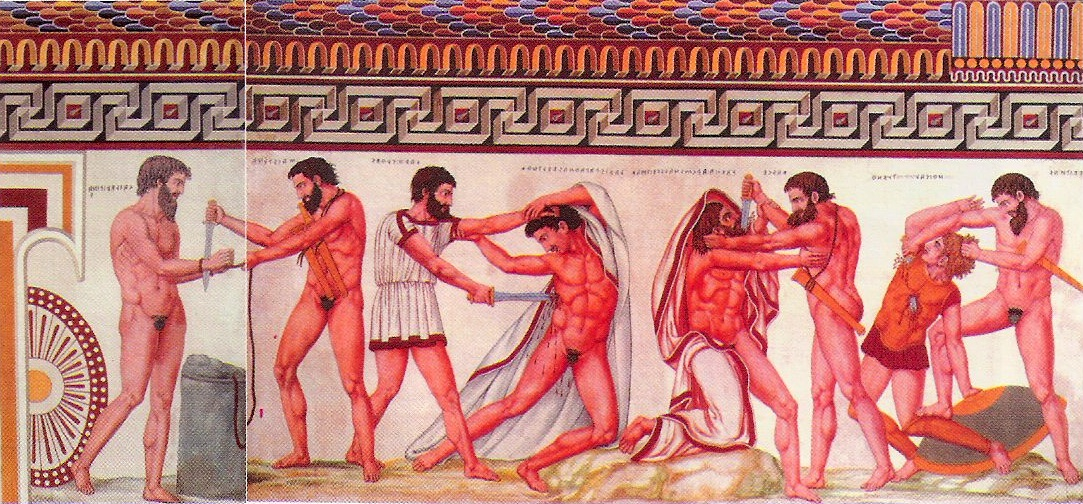
Affresco dalla Tomba François di Vulci raffigurante la liberazione di Macstarna, poi sesto re di Roma col nome di Servio Tullio, da parte di Celio Vibenna.

Dall'inizio del VII secolo a.C., dominava sulla regione la civiltà etrusca dell'Età del ferro Come molti altri popoli della regione, i Romani si scontrarono con gli Etruschi. Intorno alla fine del secolo, i Romani avevano perso la loro lotta per l'indipendenza, e gli Etruschi, conquistata Roma, stabilirono sulla città una dittatura militare, o un regno. Con l'inizio di questa fase, anche l'organizzazione dell'esercito subì una trasformazione strutturale.
In questo periodo, l'esercito di Roma conobbe una riforma: dall'originario assetto tribale, precedentemente descritto, a un assetto centuriale, con suddivisioni fondate su classi socio-economiche, anziché tribali. Questa riforma è tradizionalmente attribuita a Servio Tullio, il secondo dei re etruschi di Roma, che, secondo tradizione, aveva già portato a termine il primo censimento per tutti i cittadini. Livio ci informa che Tullio riformò l'esercito trasponendovi la struttura originariamente concepita per la vita civile, quale risultato del censimento A qualsiasi livello, il servizio militare, a quell'epoca, era considerato un dovere civico e un modo per ottenere un avanzamento di status all'interno della società.
Tuttavia non si può affermare che le classi sociali di Roma fossero create dal censimento, piuttosto furono da esso enucleate. Sarebbe quindi più corretto dire che la struttura dell'esercito veniva leggermente affinata, piuttosto che radicalmente riformata. Prima di queste riforme, la fanteria era divisa nelle classis dei cittadini ricchi e nella infra classem dei cittadini più poveri. I secondi erano esclusi dalla linea regolare di battaglia, in considerazione della qualità scadente del loro armamento Nel corso della riforma, questa grossolana divisione sociale binaria tra cittadini più poveri e cittadini più ricchi fu ulteriormente affinata su più stratificazioni.
Già con Tarquinio Prisco, quinto re di Roma, vi fu una prima riforma dell'esercito, che riguardò la sola classe dei cavalieri. Egli decise di raddoppiare il numero delle centurie o comunque aumentarne i loro effettivi (fino ad allora in numero di tre), e di aggiungerne altre a cui diede un nome differente. Queste ultime furono chiamate posteriores o sex suffragia, portando così il totale dei cavalieri a 600. Questa riforma per il De Francisci potrebbe essere stata apportata da Tarquinio Prisco o dal successore Servio Tullio.
La vera riforma militare fu compiuta invece dal secondo re "etrusco", Servio Tullio, il quale elaborò una prima riforma timocratica dei cittadini romani atti a prestare il servizio militare (obbligati ad armarsi a proprie spese e perciò chiamati adsidui), suddividendoli in cinque classi (sei se consideriamo anche quella dei proletarii) sulla base del censo, a loro volta ordinati in ulteriori quattro categorie: i seniores (maggiori di 46 anni: anziani) e gli iuniores (tra 17 e 46 anni: giovani), ovvero coloro che rientravano nelle liste degli abili a combattere; i pueri (di età inferiore ai 17 anni: i fanciulli) e gli infantes (di età inferiore agli 8 anni: i bambini) non ancora in età per prestare il servizio militare. Questa riforma teneva, quindi, presente tutte le differenze per patrimonio, dignità, età, mestiere e funzione, trascrivendo il tutto su pubblici registri. In questo nuovo sistema la prima classe, la più facoltosa, poteva permettersi l'equipaggiamento completo da legionario, mentre quelle inferiori avevano armamenti via via più leggeri, e dove le prime tre costituivano la fanteria pesante e le ultime due quella leggera:
In questa epoca, tuttavia, i cittadini romani consideravano in genere il servizio militare come un giusto e doveroso impegno nei confronti dello stato, in contrasto con visioni successive del servizio armato come fardello sgradevole e indesiderato. Sono note, infatti, dal tardo impero, vicende di mutilazioni inferte al proprio corpo al fine di eludere l'obbligo militare, mentre non sembra riscontrarsi una simile riluttanza a servire l'esercito nella Roma più antica. Questo sentimento potrebbe essere anche dovuto all'intensità generalmente inferiore dei conflitti di questa epoca; o legata al fatto che gli uomini erano chiamati a combattere vicino e spesso a protezione delle loro stesse case; o anche alla condivisione — postulata dagli scrittori successivi — di un più robusto spirito marziale condiviso in antichità
La stratificazione sociale definita dal censimento si rifletteva nel seguente modo sull'organizzazione militare:
1. la prima classe era formata da 80 centurie di fanteria (40 di iuniores che avevano il compito di combattere nelle guerre esterne,[46] mentre le altre 40 di seniores, rimanevano a difesa dell'Urbe), che potessero disporre di un reddito di più di 100.000 assi. Era la classe maggioritaria che costituiva il cuore della falange oplitica dello schieramento romano regio, la prima linea.[47] Il loro armamento consisteva in un elmo, uno scudo rotondo (clipeus), delle gambiere, una corazza, tutte armi da difesa in bronzo, oltre a un'hasta e una spada. A queste centurie ne andavano poi aggiunte altre due formate da genieri, esclusi dal servizio armato ma destinati al trasporto delle macchine da guerra.[48]
2. La seconda da 20 centurie e un reddito tra i 100.000 e i 75.000 assi. Costituiva la seconda linea ed era equipaggiata con un elmo, uno scudo oblungo, delle gambiere tutte di bronzo, oltre a un'hasta e una spada.[46][48]
3. La terza da altre 20 centurie di fanteria leggera e un reddito tra i 75.000 e i 50.000 assi. Era equipaggiata con un elmo, uno scudo oblungo con finiture in bronzo, oltre a un'hasta e una spada.[46][48]
4. La quarta composta da altre 20 centurie di fanteria leggera e un reddito tra i 50.000 e i 25.000 assi. Era equipaggiata con un'hasta e un giavellotto, o forse con una spada e un giavellotto.[48][49]
5. La quinta formata da 30 centurie di fanteria leggera e un reddito di appena 25.000-11.000 assi. Era equipaggiata con una fionda e dei proiettili di pietra.[48][49] Erano, infine, impiegate anche due centurie di suonatori di cornu, tuba e buccina adatti a fornire segnalazioni o ordini militari.[50]

Chi era sotto la soglia degli 11.000 assi era organizzato in una sola centuria, dispensata dall'assolvere agli obblighi militari (i cui membri erano chiamati proletarii o capite censi), tranne nel caso in cui non vi fossero particolari pericoli per la città di Roma. In quest'ultimo caso erano anch'essi armati a spese dello Stato, servendo in formazioni speciali estranee all'ordinamento legionario.
Dopo aver così organizzato la fanteria, Servio Tullio passò alla cavalleria, dove reclutò altre 12 centurie di equites dal fiore dell'aristocrazia cittadina, alle 6 già presenti (formate da Tarquinio Prisco e riconducibili ai sex suffragia): in totale 18 centurie. Secondo il De Francisci, la cavalleria venne organizzata non più in centuriae, ma in turmae.
Per l'acquisto dei cavalli l'erario stabilì uno stanziamento annuo di 10.000 assi a centuria, mentre sancì che fossero le donne non sposate a pagarne il mantenimento degli stessi con 2.000 assi annui a centuria. Tale costo fu più tardi trasferito alle classi più ricche.
In sostanza l'esercito serviano contava 1.800 cavalieri e 17.000 fanti (suddivisi in 5 classi e in 170 centurie) oltre ad alcune unità speciali per un totale di 193 centurie. Si trattava di 2 compagini legionarie, una utilizzata per difendere la città e l'altra per compiere campagne militari esterne.

## Cultura

### Urbanistica

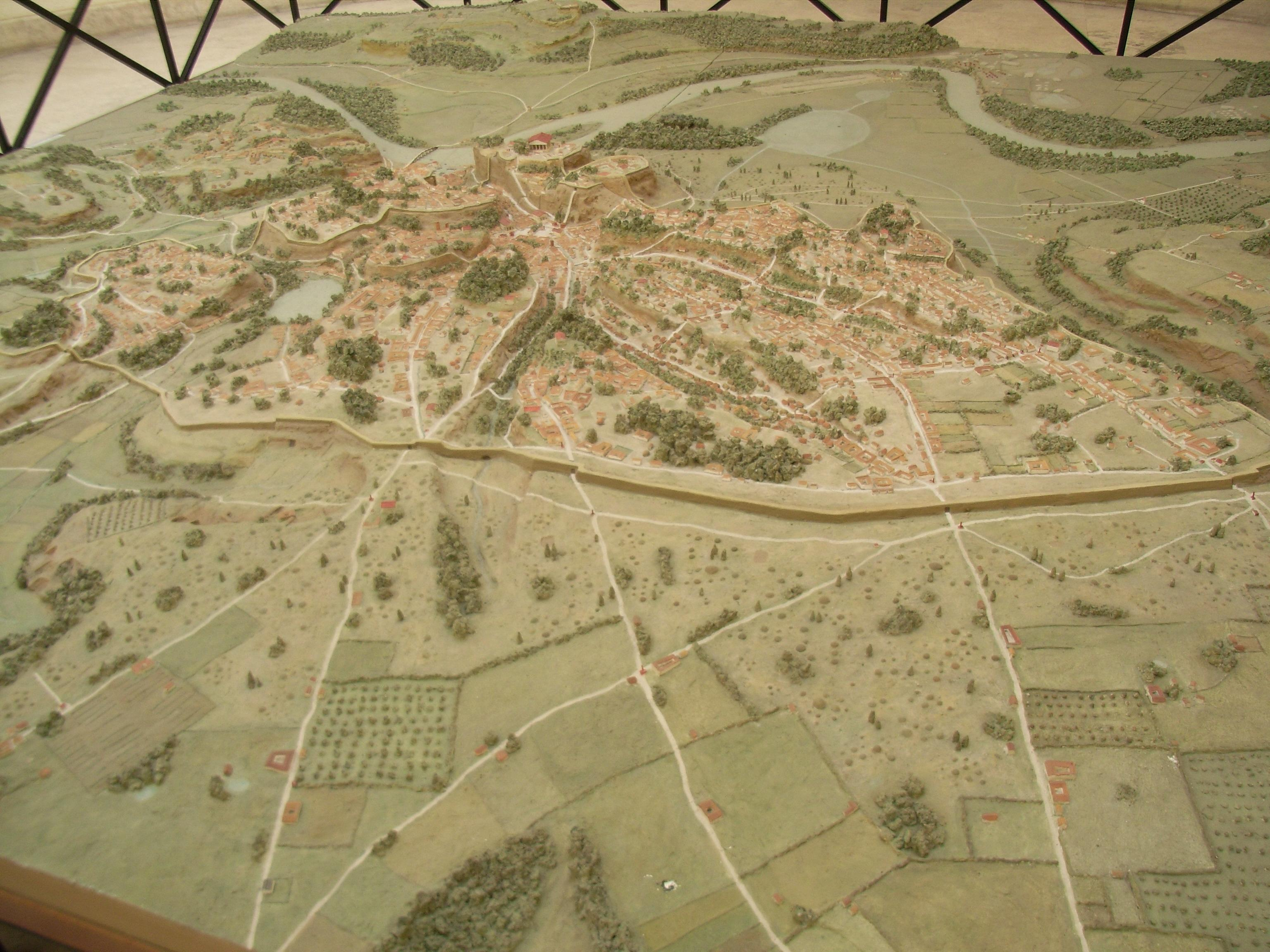
Plastico della Roma dei Tarquini presso il museo della Civiltà Romana all'EUR.

La struttura urbana successiva alla Roma quadrata si era basata su un processo di aggregazione tra le varie genti che occupavano i colli intorno al Palatino (Etruschi, Latini, Sabini, Ernici, ecc.), nucleo centrale della città, ed era organizzata in modo decentrato, nel senso che le varie alture costituenti la città non facevano parte di un'unica entità difensiva, ma possedevano, ciascuna, una sua struttura militare indipendente, affidata più alla forza e al valore degli uomini che non alle fortificazioni.
L'avvento dei Tarquinii nel VI secolo a.C. rese necessaria la costruzione di una struttura fortificata unitaria, prima con Tarquinio Prisco e poi con Servio Tullio (che ne ampliò il tracciato, ampliando il pomerium e annettendo i colli Quirinale, Viminale ed Esquilino). Fino ad allora la configurazione orografica dei colli era sufficiente a provvedere, da sola, alle necessità della difesa, eventualmente aiutata, dove si fosse rivelato necessario, dalla costruzione di tratti di mura o dallo scavo di un fossato e di un terrapieno (agger). La prima forma di difese unitarie di Roma fu rappresentata da un massiccio terrapieno costruito nelle zone più esposte della città (soprattutto nel tratto pianeggiante nord-orientale) e dall'unione delle difese individuali dei colli. Tale opera difensiva è attribuita da Livio, al sesto re romano (secondo dei tre etruschi), Servio Tullio, alla metà del VI secolo a.C..
La recinzione con le mura fu il culmine di un'intensa attività urbanistica, fondata sulla delimitazione territoriale della città in quattro parti (la "Roma quadrata"). Si trattava di una cinta muraria di almeno 7 km, in blocchi squadrati di cappellaccio di tufo che fu poi utilizzato come appoggio per la fortificazione di un paio di secoli più tardi. Su questa struttura si apriva, probabilmente, una porta per ogni altura: la Mugonia per il Palatino, la Saturnia (o Pandana) per il Campidoglio, la Viminalis, l'Oppia, la Cespia e la Querquetulana per i colli di cui portano il nome (Querquetulum era l'antico nome del Celio) e la Collina (per il collis Quirinalis).
Le mura serviane protessero Roma per più di 150 anni, almeno fino alla disastrosa invasione dei Galli senoni del 390 a.C., dopo la quale le mura vennero riedificate ricalcando, probabilmente, il tracciato antico.
L'emporio del foro Boario e l'annesso porto Tiberino, restarono a lungo al di fuori del perimetro cittadino, anche se la parte dell'area più lontana dal fiume, venne inglobata nell'allargamento della cinta difensiva nel IV secolo a.C. (cosiddette mura serviane), nella quale si apriva la porta Trigemina.

### Arte e architettura

Mappa di alcuni edifici di epoca regia, come il Comitium, la Regia ed il tempio di Vesta a pianta circolare.

Sotto Tarquinio Prisco viene cominciata la costruzione sul Campidoglio del tempio dedicato alla triade capitolina, Giove, Giunone e Minerva (o Tempio di Giove Ottimo Massimo), completato alla data tradizionale del 509 a.C. dall'ultimo re di Roma, Tarquinio il Superbo, data che celebra, quindi, la cacciata del re e l'inizio delle liste dei magistrati. Fu il centro del culto di stato romano, che secondo la tradizione fu eretto in concorrenza del santuario dedicato a Iuppiter Latiaris sul Mons Albanus, nei pressi di Alba Longa. Davanti al tempio, terminavano le cerimonie trionfali (dove Tarquinio Prisco vi fece erigere un adeguato ingresso) e vi erano depositati gli archivi riguardanti le relazioni estere e i Libri sibillini. La sua fondazione sembra risalire all'ultimo quarto del VI secolo a.C. ed essere opera del re Tarquinio Prisco. I lavori per la costruzione del tempio furono continuati dal re Tarquinio il Superbo, ma il tempio fu inaugurato il 13 settembre del 509 a.C. da Marco Orazio Pulvillo, uno dei primi consoli repubblicani romani. La data di fondazione del tempio poteva anche essere stata verificata dagli storici romani successivi grazie ai clavi, i chiodi annuali infissi nella parete interna del tempio. I resti del podio del tempio sono ancora parzialmente visibili sotto il Palazzo dei Conservatori e nei sotterranei dei Musei Capitolini. Le sculture in terracotta, altra caratteristica dell'arte etrusca, che lo adornavano sono andate perdute, ma non dovevano essere molto diverse dalla scultura etrusca più famosa della stessa epoca, l'Apollo di Veio dello scultore Vulca, anch'essa parte di una decorazione templare (il santuario di Portonaccio a Veio). Anche la tipologia architettonica del tempio sul Campidoglio è di tipo etrusco: un alto podio con doppio colonnato sul davanti sul quale si aprono tre celle.
Tra le opere più imponenti della Roma arcaica ci fu la Cloaca Maxima (databile attorno al 600 a.C., al tempo di Tarquinio Prisco), che permise lo sviluppo della valle del Foro. Le mura serviane che furono costruite sotto i Tarquini, sarebbero state iniziate da Tarquinio Prisco e completate, insieme a un ampio fossato, dal successore Servio Tullio. Appartengono infatti alla seconda metà del VI secolo a.C. i monumenti arcaici del Comizio (la più antica sede dell'attività politica di Roma). Nei pressi di questo complesso, un'area pavimentata in pietra scura, il Lapis niger, era secondo la leggenda legata al luogo della morte di Romolo: qui è stata rinvenuta la più antica iscrizione latina conosciuta. Sul lato a ovest del Comizio verso le pendici del Campidoglio, in prossimità del cosiddetto Umbilicus Urbis, si trovava il Volcanale, un antichissimo santuario dedicato al dio Vulcano, fondato secondo la leggenda da Tito Tazio.
Sempre al VI secolo risalirebbero la Regia (575-550 a.C.), il luogo in cui il Rex sacrorum e il pontefice massimo esercitavano la loro funzione sacrale, la Curia Hostilia (costruita secondo la tradizione dal re Tullo Ostilio), il tempio di Vesta a pianta circolare e altri importanti santuari. I resti attualmente visibili di questi edifici appartengono però tutti a delle ricostruzioni successive. Sotto Servio Tullio, a imitazione del santuario rinvenuto nella città etrusca portuale di Pyrgi, nell'area del Foro Boario venne sistemato un secondo grande santuario, dedicato alla Fortuna e alla Mater Matuta (i cui resti sono stati rinvenuti negli scavi dell'area sacra di Sant'Omobono. E sempre Servio Tullio dedicò un tempio a Diana sull'Aventino, insieme agli alleati latini.
Un altro edificio da attribuire all'epoca regia fu il Circo Massimo, le cui prime installazioni in legno, probabilmente in gran parte mobili, risalirebbero all'epoca di Tarquinio Prisco, nella prima metà del VI secolo a.C..